# Castell de Blankenhain
El Castell de Blankenhain és a Blankenhain, prop de Crimmitschau, al districte de Zwickauer Land a Saxònia, Alemanya. El castell data del segle xii. La meitat d'aquest es va incendiar el 1661 i va ser reconstruït el 1699. El castell va adquirir la seva actual aparença barroca, per la seva coberta en mansarda i les seves torres amb forma de cúpula, el 1765. Des de 1981 el castell i els seus voltants s'han convertit en un museu a l'aire lliure de l'agricultura i vida rural d'Alemanya entre 1890 i 1990. El complex total del museu abasta 11 hectàrees, incloent una seixantena d'edificis.